# 梅明根阿赫河

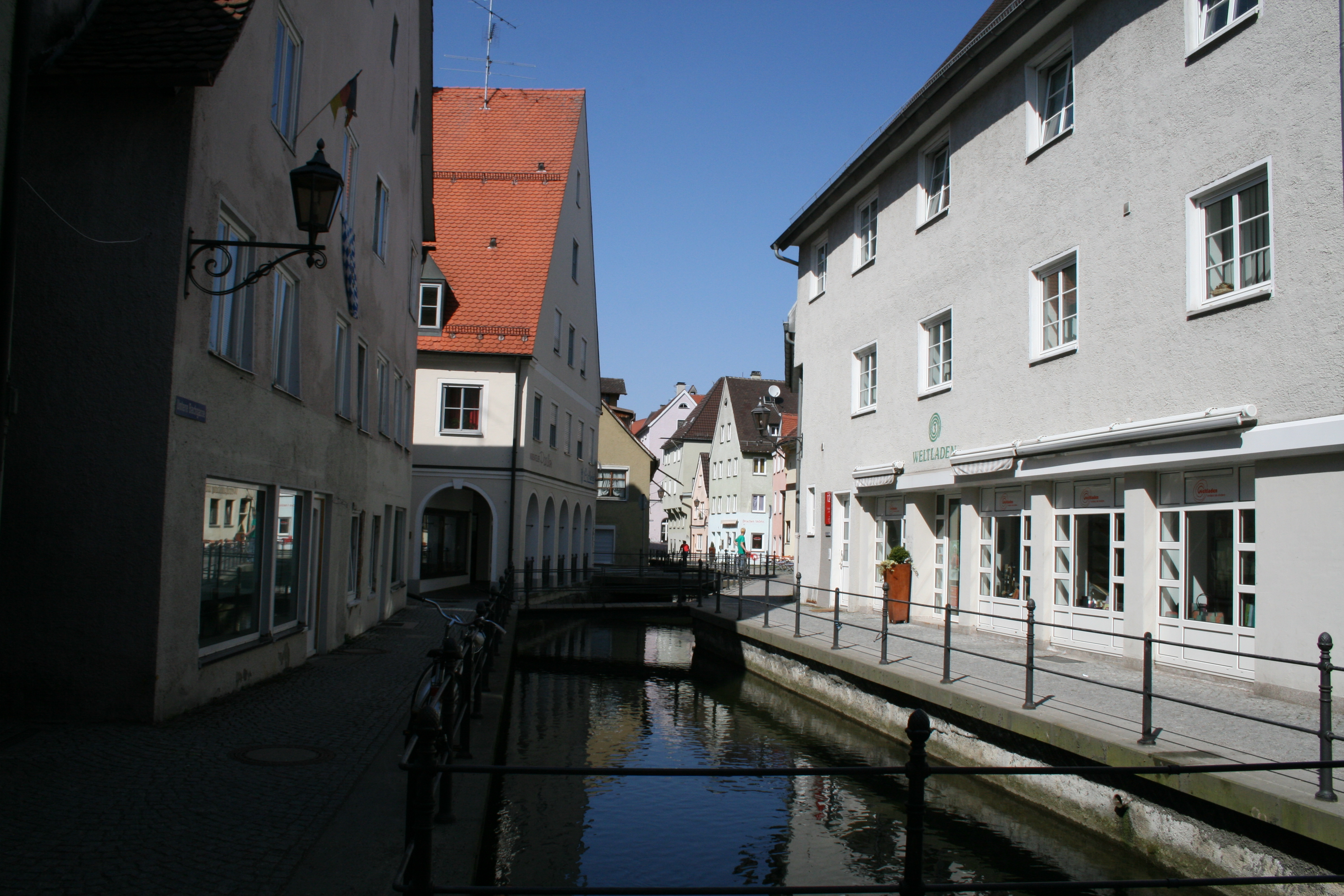
梅明根阿赫河

48°6′44″N 10°8′14″E / 48.11222°N 10.13722°E
梅明根阿赫河（德語：Memminger Ach），是德國的河流，位於該國東南部，由巴伐利亞負責管轄，屬於伊勒河的支流，河道全長36公里，流域面積136平方公里，河口處在普萊斯附近。

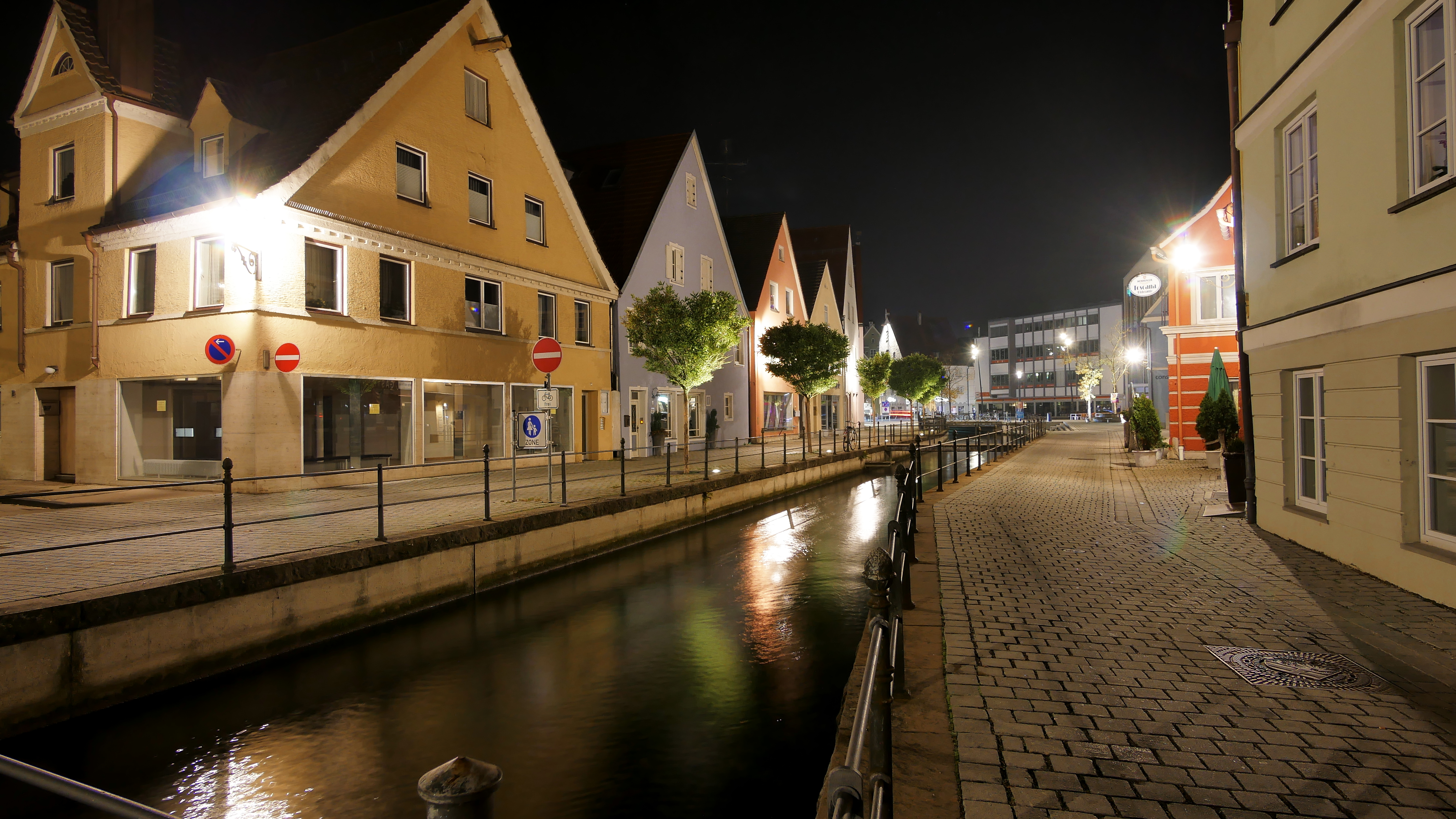
夜景
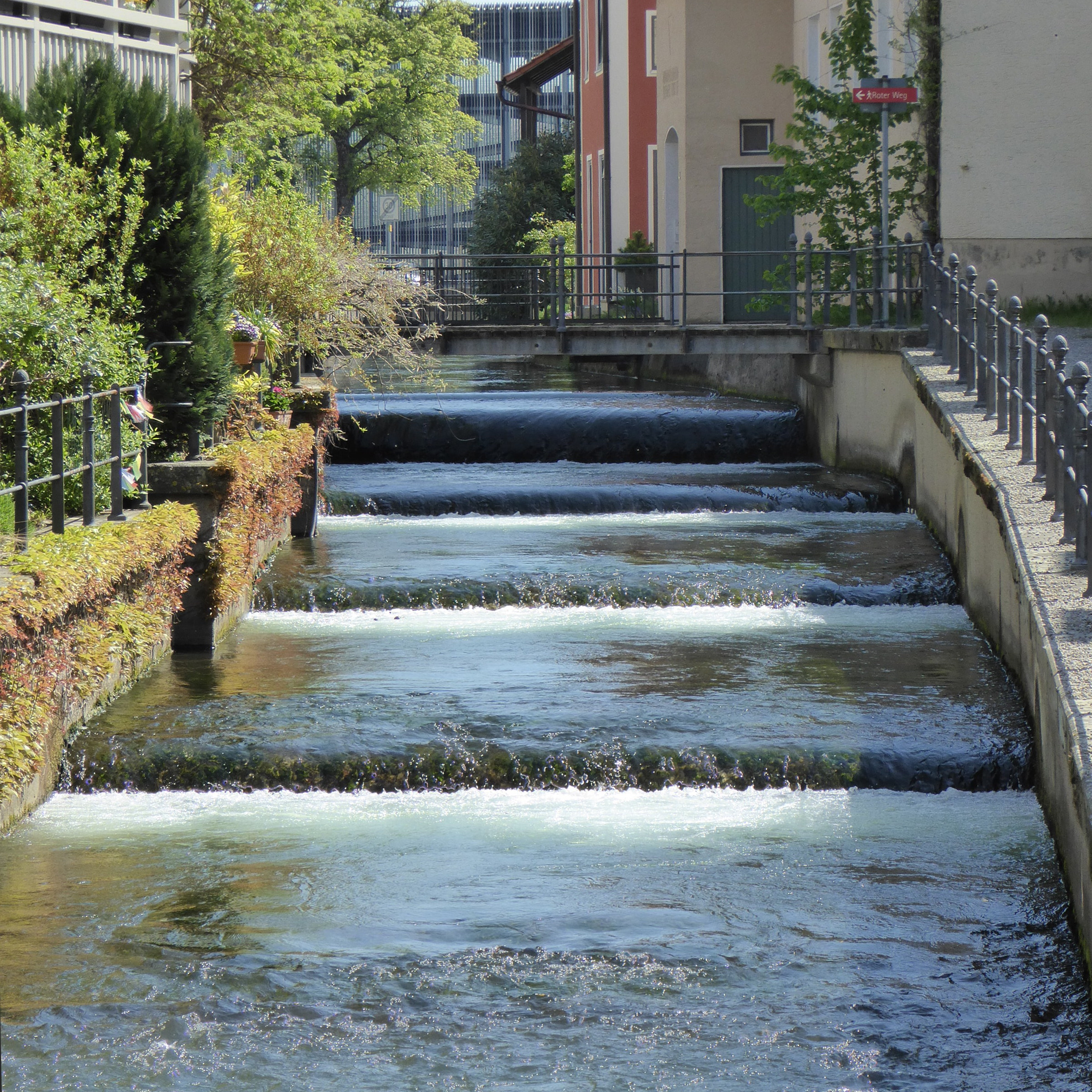
魚梯